# 13003 Dickbeasley
13003 Dickbeasley è un asteroide della fascia principale. Scoperto nel 1982, presenta un'orbita caratterizzata da un semiasse maggiore pari a 2,5573100 UA e da un'eccentricità di 0,2067636, inclinata di 26,56593° rispetto all'eclittica.